# 高月ことば
高月 ことば（たかつき ことば、1921年7月30日 - 2006年10月18日）は、日本の作詞家である。本名は-辞（-ことば）。渡哲也の『東京流れ者』（1965年）や、白根一男の『はたちの詩集』（1961年）、木立じゅんの『484のブルース』（1968年、補作詞）で知られる。

## 人物・来歴
1921年（大正10年）、愛媛県宇和島市に生まれる。
1955年（昭和30年）、作詞家の清水みのるに師事する。その後、東芝レコードに「専属作詞家第1号」として入社し、その後、テイチクレコードを経て、フリーランスの作詞家となった。
日本音楽著作権協会（JASRAC）、日本作詩家協会で、それぞれ評議員を務めた。
2006年（平成18年）10月18日、18時30分、胃がんのため岡山県倉敷市の病院で死去、84歳没。晩年は同県玉野市に在住していた。

## おもなディスコグラフィ
- 大木実『君は小島の磯椿』（1956年）
- 仲代達矢『男の涙』（1958年）
- 春日八郎『他国の酒場』 （1959年）
- 白根一男『はたちの詩集』（1961年）
- 渡哲也『東京流れ者』（1965年）
- 久美悦子『アリューシャン小唄』（1965年）
- 木立じゅん『484のブルース』（1968年、補作詞）
- 太子乱童『愛の絶唱』（1971年）
- 山田仁『山チャン音頭』（1972年、補作詞）…サントリービール「純生・若さだよ山ちゃん！」CMソング
- 島津亜矢『一本刀土俵入り』（1992年）
- 中村美律子 ・杉良太郎『瞼の母』（ペンネーム・坂口ふみ緒）

## 註
1. 1 2 3  共同通信の訃報記事「高月ことば氏死去  作詞家」（2006年10月22日）の記述を参照。
2. 1 2 3 4 5  讀賣新聞の訃報記事「高月ことば氏死去」（2006年10月23日付）の記述を参照。